# تپه خانم
تپه خانم مربوط به هزاره سوم قبل از میلاد - عصر آهن - سده‌های میانه دوران‌های تاریخی پس از اسلام است و در شهرستان سرپل ذهاب، بخش مرکزی، دهستان دشت ذهاب، ۲۰۰ متری غرب روستای تایشه‌ای واقع شده و این اثر در تاریخ ۲۶ اسفند ۱۳۸۷ با شمارهٔ ثبت ۲۵۵۸۵ به‌عنوان یکی از آثار ملی ایران به ثبت رسیده است.